# Okres Vsetín
Vsetín (deutsch Bezirk Wsetin) ist ein Okres im Norden der tschechischen Region Zlín. Mehr als die Hälfte der Gesamtfläche von 1.143 km² ist von Wäldern bedeckt, etwa ein Drittel kann landwirtschaftlich genutzt werden. Von den 142.180 Einwohnern (Stand 1. Januar 2023) lebt etwas mehr als die Hälfte in Städten.
Im Nordosten befinden sich geringe Lagerstätten von Steinkohle, deren Abbau sich aber durch die geografischen Gegebenheiten im Gebirgszug der Beskiden schwierig gestaltet. Im Süden befinden sich geringe Lager von Erdgas. Der größte Teil der Erwerbstätigen sind in der Industrie beschäftigt (39 %), die Landwirtschaft spielt hier kaum eine Rolle. Die Arbeitslosenquote liegt etwa zwei Prozentpunkte über dem tschechischen Durchschnitt.
Die Wälder des Naturschutzgebietes in den Mährisch-Schlesischen Beskiden sind die Heimat seltener Pflanzen und Tiere. Durch seine Landschaft ist Vsetínsko eine attraktive Erholungsregion sowohl für Winter- wie auch für Sommerurlaube. Jährlich besuchen rund 167.000 Touristen Vsetín, für die etwa zweihundert Unterkünfte zur Verfügung stehen.
Zu den historisch-kulturellen Denkmälern gehört das Valašské-Museum in Rožnov pod Radhoštěm. Das Leben der Walachen, die ursprünglich aus Rumänien in die Mährische Walachei kamen, zeigt das Museum in Schloss Vsetín, sowie Museen in Valašské Meziříčí und Velké Karlovice.

## Städte und Gemeinden
Branky – Bystřička – Dolní Bečva – Francova Lhota – Halenkov – Horní Bečva – Horní Lideč – Hošťálková – Hovězí – Huslenky – Hutisko-Solanec – Choryně – Jablůnka – Janová – Jarcová – Karolinka – Kateřinice – Kelč – Kladeruby – Krhová – Kunovice – Lačnov – Leskovec – Lešná – Lhota u Vsetína – Lidečko – Liptál – Loučka – Lužná – Malá Bystřice – Mikulůvka – Nový Hrozenkov – Oznice – Podolí – Police – Poličná – Pozděchov – Prlov – Prostřední Bečva – Pržno – Ratiboř – Rožnov pod Radhoštěm – Růžďka – Seninka – Střelná – Střítež nad Bečvou – Študlov – Ústí – Valašská Bystřice – Valašská Polanka – Valašská Senice – Valašské Meziříčí – Velká Lhota – Velké Karlovice – Vidče – Vigantice – Vsetín – Zašová – Zděchov – Zubří
Die Gemeinden Študlov und Valašské Příkazy wechselten mit Beginn des Jahres 2021 in den Okres Zlín. 